# DVC 't Rozeke Antwerpen
DVC 't Rozeke Antwerpen was een Belgische voetbalclub uit Antwerpen. De club was aangesloten bij de KBVB met stamnummer 8192. 't Rozeke speelde meer dan een decennium in de nationale reeksen van het damesvoetbal.

## Geschiedenis
De club werd opgericht op 12 augustus 1974 als FC 't Rozeke Ekeren-Donk, naar de wijk Donk in Ekeren en sloot zich aan bij de Belgische Voetbalbond met stamnummer 8192. De club ging van start in de provinciale reeksen.
In 1979 bereikte 't Rozeke de in die tijd enige nationale reeks. De ploeg eindigde er echter voorlaatste en zakte weer. In 1981 werd een Tweede Klasse opgericht en in 1982 bereikte 't Rozeke deze reeks. Ditmaal kon de club zich handhaven op het nationale niveau. Het beste competitieseizoen was 1984/85, toen men er vijfde eindigde. Ook in de Beker van België kende men een goed seizoen. Als tweedeklasser stootte 't Rozeke door tot in de bekerfinale, maar daar was Brussel D71 te sterk en werd met 4-0 verloren. 't Rozeke kon dit sterke seizoen niet meer herhalen en eindigde de volgende jaren in de middenmoot in Tweede Klasse. In 1988 eindigde de ploeg allerlaatste en verdween zo weer uit de nationale reeksen.
De ploeg bleef tien jaar provinciaal spelen, tot 't Rozeke in 1998 opnieuw de nationale Tweede Klasse bereikte. In juli 1999 werd de clubnaam gewijzigd in DVC 't Rozeke Schoten, naar de gemeente Schoten. Nog een jaar later, in juni 2000, werd dit DVC 't Rozeke Antwerpen. In 2002 eindigde men op een voorlaatste plaats en zo degradeerde 't Rozeke naar Derde Klasse, het laagste nationale niveau dat pas een jaar eerder was opgericht. De club eindigde er nog als zevende, maar diende uiteindelijk in juli 2003 haar ontslag in bij de KBVB en stamnummer 8192 verdween.

## Erelijst
Beker van België
finalist (1): 1985